# Henri de Toulouse-Lautrec

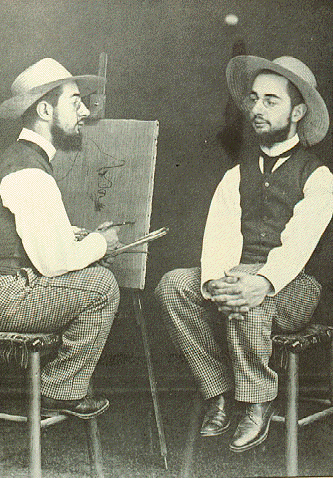
Lautrec maluje autoportret, fotomontaż wykonany przez Maurice’a Guiberta około 1890

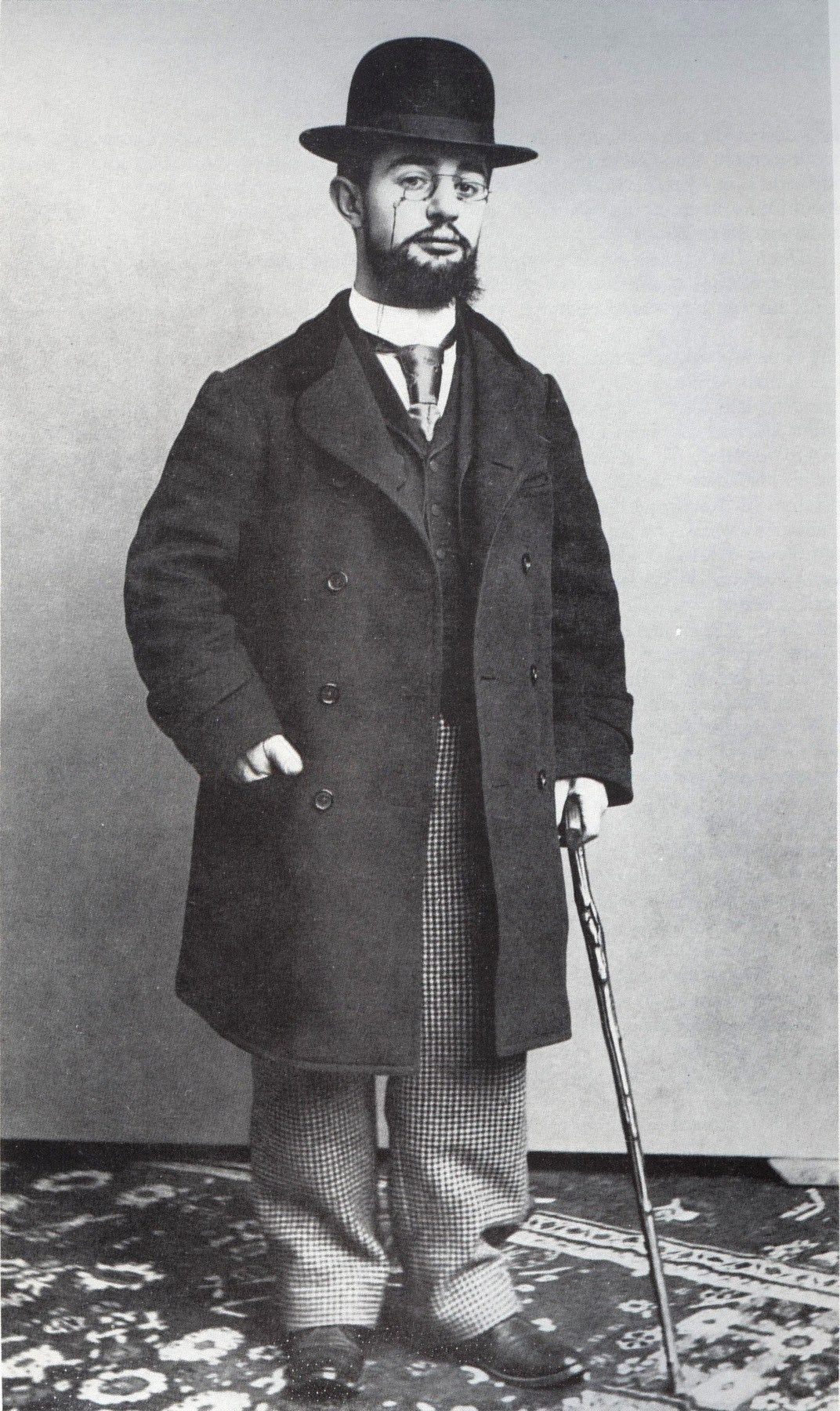
Henri de Toulouse-Lautrec (1894)

Henri Marie Raymond de Toulouse-Lautrec-Montfa /ɑ̃ʁi də tuluz loˈtʁɛk/ (ur. 24 listopada 1864 w Albi, zm. 9 września 1901 w Saint-André-du-Bois) – francuski malarz i grafik. Przedstawiciel postimpresjonizmu, swoimi litografiami wywarł wielki wpływ na rozwój nowoczesnego plakatu.

## Życiorys
Pochodził z rodziny o arystokratycznych korzeniach, która utraciła większość ze swojego prestiżu. Urodził się jako pierworodny syn hrabiego Alphonse’a i hrabiny Adèle de Toulouse-Lautrec. Jego brat, urodzony 28 sierpnia 1867 zmarł rok później. Rodzice Toulouse byli kuzynami – zwyczaj ten praktykowany był w rodzinie Toulouse ze względu na chęć utrzymania rodzinnego majątku w stanie nierozproszonym. Bliski stopień pokrewieństwa przyczynił się jednak do powstania defektów genetycznych u potomstwa.
W wieku 14 lat Henri złamał lewą kość udową, a rok później obie. Ze względu na defekt genetyczny, kości Henriego nie były w stanie odpowiednio się zrosnąć i w rezultacie przestały rosnąć. Jako fizycznie dojrzały mężczyzna, Henri miał tors i górne partie ciała o normalnych proporcjach oraz anormalnie krótkie kończyny dolne. Toulouse mierzył tylko 142 cm.
Z powodu swojej niskiej postury, Henri nie mógł aktywnie uczestniczyć w wielu dziedzinach życia. Poświęcił się dostępnej dla niego sztuce. Został znaczącym malarzem, plakacistą postimpresjonizmu, twórcą litografii i ilustracji, na których uwieczniał życie bohemy dziewiętnastowiecznego Paryża. W połowie lat 90 XIX wieku tworzył ilustracje dla humorystycznego pisma Le Rire.
Toulouse Lautrec miał opinię duszy Montmartre – dzielnicy paryskiej, w której mieszkał. Jego malarstwo przedstawia życie słynnego Moulin Rouge i innych paryskich kabaretów i teatrów oraz burdeli (w których prawdopodobnie zaraził się kiłą). Często umieszczał w swoich pracach dwoje spośród znajomych – śpiewaczkę Yvette Guilbert i Louise Weber – tancerkę i twórczynię francuskiego kankana.
Toulouse uczył malarstwa i pochwalał artystyczne postępy swojej modelki (i prawdopodobnie kochanki) – Suzanne Valadon. Był alkoholikiem przez większość swojego życia. Tuż przed śmiercią zamieszkał w sanatorium.
Toulouse zmarł w wieku 36 lat na terenie posiadłości rodzinnych w Malromé z powodu komplikacji zdrowotnych spowodowanych alkoholizmem i rozwojem kiły. Artysta został pochowany w Verdelais, w departamencie Żyronda kilkanaście kilometrów od miejsca urodzenia.
Jego ostatnie słowa to „stary głupiec” – skierowane do obecnego przy jego śmierci ojca.
Po śmierci Toulouse, jego matka hrabina Adele de Toulouse-Lautrec i Maurice Joyant, marszand i przyjaciel Henryka z dzieciństwa, wypromowali jego sztukę. Matka Toulouse przeznaczyła pieniądze na budowę muzeum poświęconego artyście w Albi, miejscu urodzenia Henriego.
Toulouse-Lautrec uznawany jest za genialnego artystę, mającego umiejętność obserwacji połączoną z wyjątkową sympatią i zrozumieniem dla współbliźnich.
1 listopada 2005 obraz Praczka został sprzedany w domu aukcyjnym Christie's za 22 416 000 dolarów amerykańskich.

## Dzieła
| nr  | tytuł                                                                     | czas powstania | technika i wymiary                                            | miejsce przechowywania                         | ilustracja |
| 1.  | Autoportret w lustrze                                                     | 1880           | olej na kartonie, 40,3 × 32,4 cm                              | Musée Toulouse-Lautrec, Albi                   |            |
| 2.  | Stajenny z parą koni                                                      | 1880           | olej na kartonie, 32,5 × 23,8 cm                              | Musée Toulouse-Lautrec, Albi                   |            |
| 3.  | Hrabia Alphonse de Toulouse-Lautrec powożący dyliżansem pocztowym w Nicei | 1881           | olej na płótnie, 38,5 × 51 cm                                 | Musée du Petit Palais, Paryż                   |            |
| 4.  | Portret hrabiny Adèle de Toulouse-Lautrec w zamku Malromé                 | 1881           | olej na płótnie, 92 × 80 cm                                   | Musée Toulouse-Lautrec, Albi                   |            |
| 5.  | Młody robotnik w Céleyran                                                 | 1882           | olej na płótnie, 49 × 30 cm                                   | Musée Toulouse-Lautrec, Albi                   |            |
| 6.  | Gruba Maria                                                               | 1884           | olej na płótnie, 79 × 64 cm                                   | Von der Heydt-Museum, Wuppertal                |            |
| 7.  | Praczka                                                                   | 1884           | olej na płótnie, 93 × 75 cm                                   | kolekcja prywatna, Paryż                       |            |
| 8.  | Portret Emile’a Bernarda                                                  | 1885           | olej na płótnie, 54,5 × 43,5 cm                               | Tate Gallery, Londyn                           |            |
| 9.  | Portret Vincenta van Gogha                                                | 1887           | pastel na kartonie, 57 × 46,5 cm                              | Muzeum Vincenta van Gogha, Amsterdam           |            |
| 10. | Cyrk Fernando(Woltyżerka)                                                 | 1888           | olej na płótnie, 103,5 × 161,5 cm                             | Art Institute of Chicago, Chicago              |            |
| 11. | W Moulin de la Galette                                                    | 1889           | olej na płótnie, 88,9 × 101,3 cm                              | Art Institute of Chicago, Chicago              |            |
| 12. | Aktor Henry Samary                                                        | 1889           | olej na kartonie, 75 × 52 cm                                  | Musée d’Orsay, Paryż                           |            |
| 13. | Portret Suzanne Valadon(Puder ryżowy)                                     | 1888/1889      | olej na kartonie, 65 × 58 cm                                  | Stedelijk Museum, Amsterdam                    |            |
| 14. | Toaleta (Rudowłosa)                                                       | 1889           | olej na kartonie, 67 × 54 cm                                  | Musée d’Orsay, Paryż                           |            |
| 15. | Taniec z Moulin Rouge                                                     | 1890           | olej na płótnie, 115,5 × 150 cm                               | Philadelphia Museum of Art, Filadelfia         |            |
| 16. | Moulin Rouge- La Goulue                                                   | 1891           | litografia barwna (plakat), 191 × 117 cm                      | Civica Raccolta di Stampe Bertarelli, Mediolan |            |
| 17. | Portret Justine Dieuhl                                                    | 1891           | olej na kartonie, 74 × 58 cm                                  | Musée d’Orsay, Paryż                           |            |
| 18. | Portret Louisa Pascala                                                    | 1893           | olej na kartonie, 81 × 54 cm                                  | Musée Toulouse-Lautrec, Albi                   |            |
| 19. | A la Mie                                                                  | 1891           | olej i gwasz na kartonie, 53,5 × 68 cm                        | Museum of Fine Arts, Boston                    |            |
| 20. | „Ambassadeurs”: Aristide Bruant                                           | 1892           | litografia barwna (plakat), 150 × 100 cm                      | kolekcja prywatna                              |            |
| 21. | La Goulue wchodząca do Moulin Rouge                                       | 1892           | olej na kartonie, 79,4 × 59 cm                                | Museum of Modern Art, Nowy Jork                |            |
| 22. | Tańcząca Jane Avril                                                       | 1892           | olej na kartonie, 85,5 × 45 cm                                | Musée d’Orsay, Paryż                           |            |
| 23. | Anglik w Moulin Rouge                                                     | 1892           | olej i gwasz na kartonie, 85,7 × 66 cm                        | Metropolitan Museum of Art, Nowy Jork          |            |
| 24. | Tańczące kobiety (w Moulin Rouge)                                         | 1892           | olej na kartonie, 93 × 80 cm                                  | Národní Galerie, Praga                         |            |
| 25. | W Moulin Rouge                                                            | 1892           | olej na płótnie, 123 × 140,5 cm                               | Art Institute of Chicago, Chicago              |            |
| 26. | Divan Japonais                                                            | 1892/1893      | litografia barwna (plakat), 80 × 60 cm                        | kolekcja prywatna, Paryż                       |            |
| 27. | Jane Avril w Jardin de Paris                                              | 1893           | litografia barwna (plakat), 130 × 95 cm                       | kolekcja prywatna                              |            |
| 28. | W łóżku                                                                   | 1893           | olej na kartonie, 54 × 70,5 cm                                | Musée d’Orsay, Paryż                           |            |
| 29. | Yvette Guilbert wywoływana przed kurtynę                                  | 1894           | gwasz na kartonie, 48 × 28 cm                                 | Musée Toulouse-Lautrec, Albi                   |            |
| 30. | W salonie przy rue des Moulins                                            | 1894           | olej na płótnie, 110 × 120 cm                                 | Musée Toulouse-Lautrec, Albi                   |            |
| 31. | Gabriel Tapié de Céleyran w foyer teatru                                  | 1894           | olej na płótnie, 110 × 56 cm                                  | Musée Toulouse-Lautrec, Albi                   |            |
| 32. | Cha-U-Kao w Moulin Rouge                                                  | 1895           | olej na kartonie, 54 × 49 cm                                  | Musée d’Orsay, Paryż                           |            |
| 33. | La Revue Blanche                                                          | 1895           | litografia barwna, 130 × 95 cm                                | Musée Toulouse-Lautrec, Albi                   |            |
| 34. | Pasażerka z kabiny 54                                                     | 1896           | litografia barwna, 60 × 40 cm                                 | kolekcja prywatna                              |            |
| 35. | Marcelle Lender tańcząca bolero w operetce Chilpéric                      | 1896           | olej na płótnie, 145 × 150 cm                                 | kolekcja prywatna, Nowy Jork                   |            |
| 36. | Dżokej                                                                    | 1899           | litografia kolorowana farbą olejną i akwarelą, 51,5 × 36,3 cm | kolekcja prywatna                              |            |
| 37. | W „Rat Mort”                                                              | 1899           | olej na płótnie, 56 × 46 cm                                   | Courtauld Gallery, Londyn                      |            |
| 38. | Modystka: Mademoiselle Louise Blouet                                      | 1900           | olej na desce, 61 × 49,3                                      | Musée Toulouse-Lautrec, Albi                   |            |
| 39. | Maurice Joyant podczas polowania na kaczki                                | 1900           | olej na desce, 116,5 × 81 cm                                  | Musée Toulouse-Lautrec, Albi                   |            |
| 40. | Messalina z dwiema statystkami                                            | 1900/1901      | olej na płótnie, 92,5 × 68 cm                                 | Fundacja E.G. Bührlego, Zurych                 |            |

## Biografie
- Pierre La Mure, Moulin Rouge
- Henri Perruchot, Toulouse-Lautrec
- Julia Frey, Toulouse-Lautrec. Biografia
- Matthias Arnold, Henri de Toulouse-Lautrec, wyd. Taschen

## Filmy
- Moulin Rouge, reż. John Huston, 1952, biograficzny – adaptacja biografii Moulin Rouge La Mure’a
- Lautrec, reż. Roger Planchon, 1998, biograficzny – adaptacja biografii Toulouse-Lautrec Perruchot’a
- Moulin Rouge!, reż. Baz Luhrmann, 2001, musical (jedna z głównych postaci)